# Ballon d’Or 1980

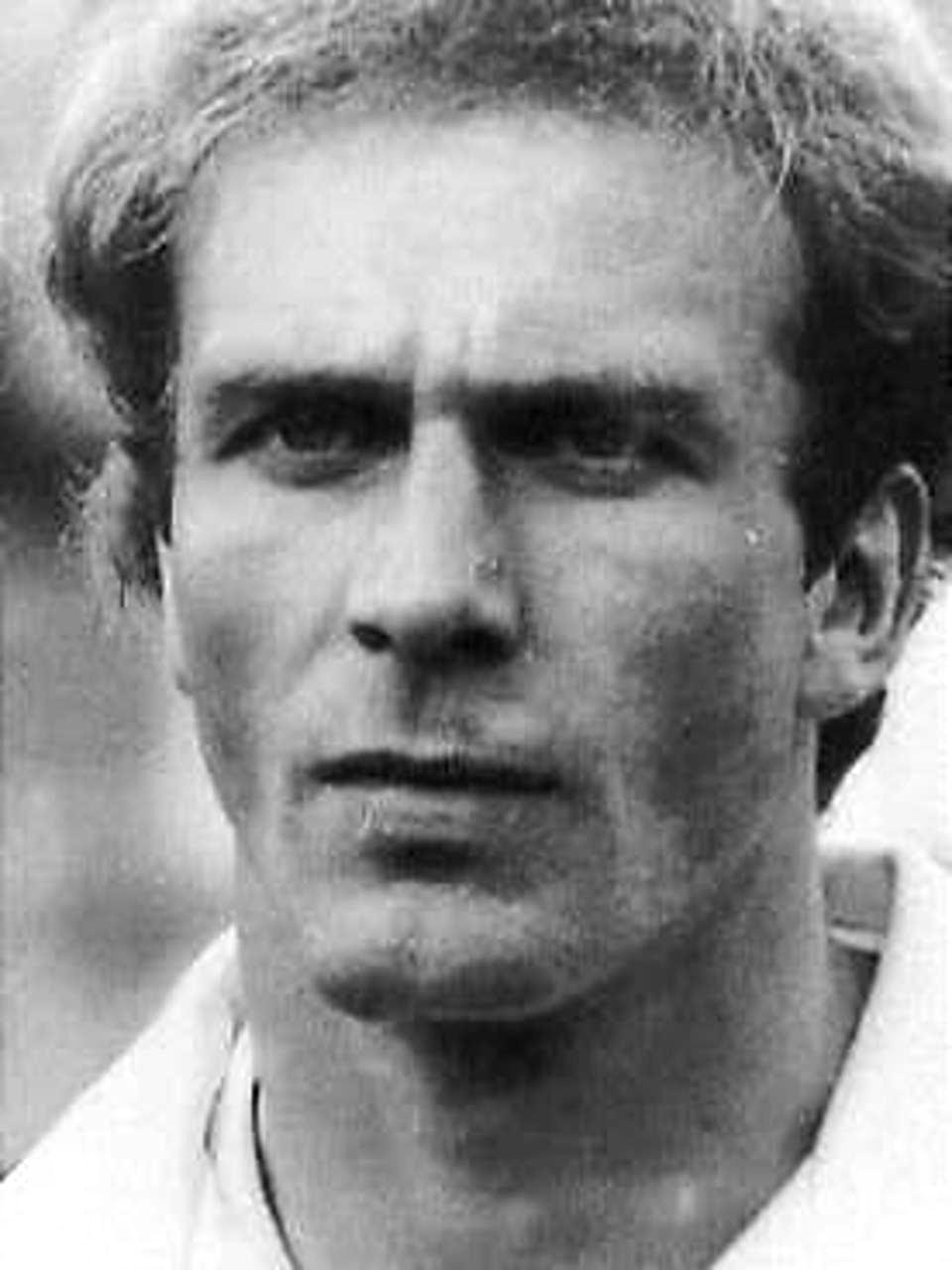
Karl-Heinz Rummenigge (1982)

Mit dem 25. Ballon d’Or (französisch für Goldener Ball) der Zeitschrift France Football wurde der Deutsche Karl-Heinz Rummenigge vom FC Bayern München am 30. Dezember 1980 als „Europas Fußballer des Jahres“ mit 88 Punkten Vorsprung vor seinem Landsmann Bernd Schuster ausgezeichnet. Der Preis wurde von einer Jury mit Sportjournalisten aus 25 Mitgliedsverbänden der UEFA verliehen. Rummenigge erhielt Stimmen aus allen Ländern, dabei stand er nur einmal nicht an erster Position. 

## Ergebnis
| Platz | Spieler               | Nationalität     | Verein(e) 1980                                    | Punkte |
| ----- | --------------------- | ---------------- | ------------------------------------------------- | ------ |
| 01    | Karl-Heinz Rummenigge | BR Deutschland   | FC Bayern München                                 | 122    |
| 02    | Bernd Schuster        | BR Deutschland   | FC Barcelona                                      | 34     |
| 03    | Michel Platini        | Frankreich       | AS Saint-Etienne                                  | 33     |
| 04    | Wilfried Van Moer     | Belgien          | KSK Beveren                                       | 27     |
| 05    | Jan Ceulemans         | Belgien          | FC Brügge                                         | 20     |
| 06    | Horst Hrubesch        | BR Deutschland   | Hamburger SV                                      | 18     |
| 07    | Herbert Prohaska 1    | Österreich       | Inter Mailand                                     | 14     |
| 08    | Liam Brady            | Irland           | FC Arsenal / Juventus Turin                       | 11     |
| 08    | Hansi Müller          | BR Deutschland   | VfB Stuttgart                                     | 11     |
| 10    | Manfred Kaltz         | BR Deutschland   | Hamburger SV                                      | 10     |
| 11    | Erwin Vandenbergh     | Belgien          | Lierse SK                                         | 9      |
| 11    | Dino Zoff             | Italien          | Juventus Turin                                    | 9      |
| 11    | Luis Arconada         | Spanien          | Real Sociedad San Sebastián                       | 9      |
| 14    | Kenny Dalglish        | Schottland       | FC Liverpool                                      | 5      |
| 14    | Bruno Pezzey 1        | Österreich       | Eintracht Frankfurt                               | 5      |
| 16    | Viv Anderson          | England          | Nottingham Forest                                 | 4      |
| 16    | Francesco Graziani    | Italien          | Torino Calcio                                     | 4      |
| 16    | Terry McDermott       | England          | FC Liverpool                                      | 4      |
| 16    | Ruud Krol             | Niederlande      | Ajax Amsterdam / Vancouver Whitecaps / SSC Neapel | 4      |
| 21    | Manuel Bento          | Portugal         | Benfica Lissabon                                  | 3      |
| 21    | Ladislav Vízek        | Tschechoslowakei | FK Dukla Prag                                     | 3      |
| 21    | Frank Arnesen         | Dänemark         | Ajax Amsterdam                                    | 2      |
| 21    | David O’Leary         | Irland           | FC Arsenal                                        | 2      |
| 21    | Antonín Panenka       | Tschechoslowakei | Bohemians Prag 1905                               | 2      |
| 21    | Vladimir Petrović     | Jugoslawien      | FK Roter Stern Belgrad                            | 2      |
| 21    | Zbigniew Boniek       | Polen            | Widzew Łódź                                       | 2      |
| 27    | Giancarlo Antognoni   | Italien          | AC Florenz                                        | 1      |
| 27    | Alessandro Altobelli  | Italien          | Inter Mailand                                     | 1      |
| 27    | Trevor Francis        | England          | Nottingham Forest                                 | 1      |
| 27    | Zdeněk Nehoda         | Tschechoslowakei | FK Dukla Prag                                     | 1      |
| 27    | Marcel Răducanu       | Rumänien         | Steaua Bukarest                                   | 1      |
| 27    | Peter Shilton         | England          | Nottingham Forest                                 | 1      |

Anmerkungen:
 